# 聖ワシリイ大聖堂
聖ワシリイ大聖堂(露:Собор Василия Блаженного)はロシアの首都、モスクワの赤の広場に立つロシア正教会の大聖堂。正式名称は「堀の生神女庇護大聖堂」（Собор Покрова, что на Рву、詳細は#名称・記憶を参照）。
「聖ワシリー大聖堂」「聖ヴァシーリー大聖堂」「聖ワシーリー寺院」とも日本では表記される。
1551年から1560年にかけて、イヴァン4世（雷帝）が、カザン・ハーンを捕虜とし勝利したことを記念して建立した。ロシアの聖堂でもっとも美しい建物のひとつと言われる。1990年にユネスコの世界遺産に登録された。
ゲームソフト等で有名なテトリスでは、ロシア文化をイメージとした背景や音楽等がよく用いられており、聖ワシリイ大聖堂もしばしば背景画像やパッケージとして使われている。
「クレムリンの聖ワシリイ大聖堂」といった説明がされることもあるが、大聖堂はクレムリンの城壁の内側には位置していないため誤りである。聖ワシリイ大聖堂が位置する赤の広場はクレムリンの城壁の外側にある。

## 沿革・構造の意義

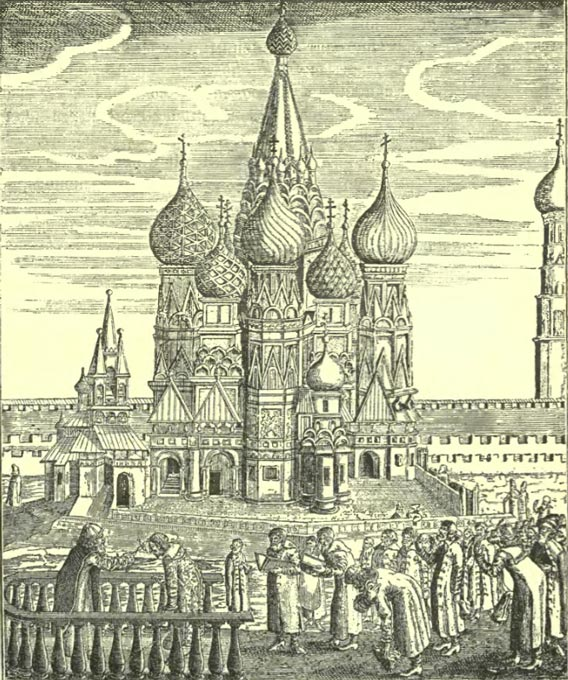
大聖堂を描いた16世紀の版画

ツァーリ・イヴァン4世（雷帝）のカザン征服を記念して建てられた。当初、聖堂が記憶していたのは生神女庇護であり、聖堂名も生神女庇護大聖堂（ポクロフスキー大聖堂）であった（詳細は#名称・記憶を参照）。
カザン戦からイヴァン4世が帰還した年に木造で建てられ、2年後に石造での改築が始まり、5年後の1559年に完成している。建築にはバルマとも呼ばれるポスニク・ヤーコブレフが当たった。
完成時点では現在みられるような彩色はされておらず、今日見る聖堂の彩色は17世紀から19世紀にかけて施されたものである。
中央の主聖堂を、それぞれがドームを戴く8つの小聖堂が取り囲んでいる。主聖堂、8つの小聖堂のそれぞれに至聖所があり、合計9つの聖堂が集まって1つの大聖堂を形成している。
生神女マリヤのイコンには8つの光線（突起）がある星が描かれることにもみられるように、「8」は生神女マリヤの象徴である。またカザン戦の勝因となった日にちである7日と聖枝祭を祝う計8日との意味合いも込められている。8つの小聖堂が中央の生神女庇護大聖堂を取り囲んで支える構造は、8つの小聖堂が生神女に庇護される構造であるとも解釈される。
9つあるドームの全ての高さ・大きさ・装飾が異なるものとなっているが、唯一、西ファサード側から見える外観だけは、左右対称となって見える構造となっている。

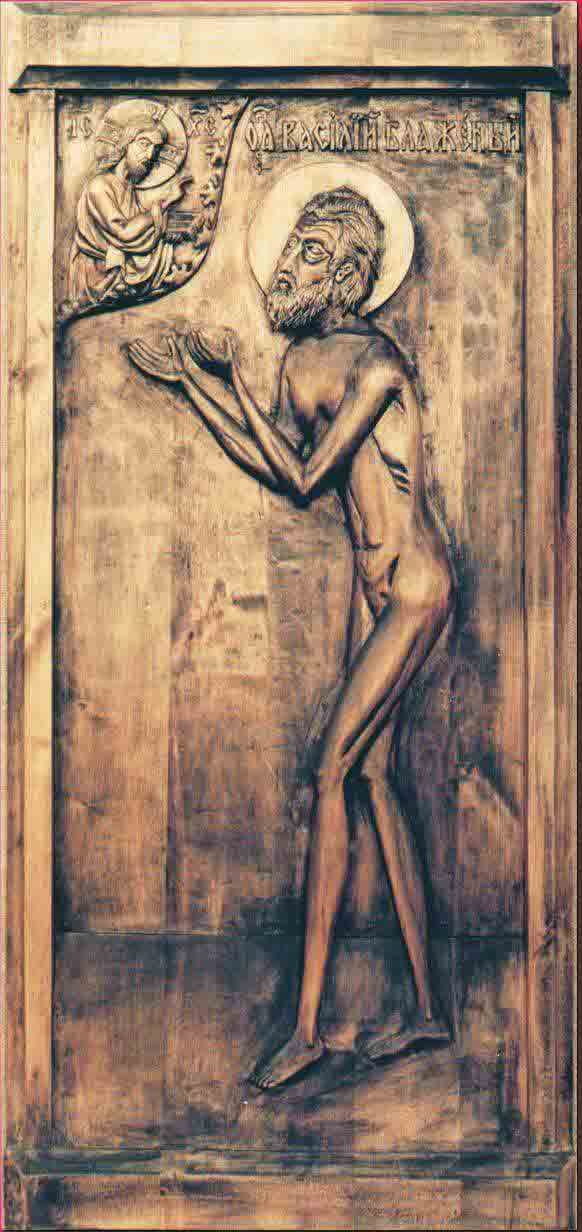
大聖堂に掲げられている佯狂者ワシリイのイコン

のち、佯狂者ワシリイ・ヴラジェンヌイを記憶する小聖堂が加えられたことで、聖ワシリイ大聖堂の通称で親しまれることとなった。

## 名称・記憶
1588年にフョードル2世が、大聖堂東側にあった佯狂者ワシリイ（Василий）の墓の上に聖堂を建設して以後、ワシリー大聖堂の名で親しまれている。"Василий"は「ヴァシーリー」「ワシーリー」「ワシリー」などの転写例があるが、正教会の大聖堂のものであるため、本記事の名は日本ハリストス正教会による伝統的な転写に拠っている。
正式名称は「堀の生神女庇護大聖堂」（Собор Покрова что на Рву ）である。Покровский собор（ポクロフスキー サボール）という呼称もあり、この前半部が片仮名で転写されたのが「ポクロフスキー大聖堂」の表記である。Покров（ポクロフ…「庇護」を意味するロシア語）に由来する名であり、生神女庇護祭（Покров Пресвятой Богородицы）を記憶する大聖堂であることを示している。
ロシアのレニングラード州と、ウクライナのハルキウ（ハリコフ）にも「ポクロフスキー大聖堂」が存在すること（ru:Покровский собор (Гатчина)、ru:Покровский собор (Харьков)）にも看られるように、生神女庇護祭を記憶する聖堂（ポクロフスキー大聖堂・ポクロフスキー聖堂）は世界中各国の正教会に多数あり、日本ハリストス正教会でも横浜、静岡、大阪の聖堂は生神女庇護聖堂である。
ただし、日本で「ポクロフスキー大聖堂」と言えば、当記事で扱っている、赤の広場に面した、聖ワシリイ大聖堂の異名を持つポクロフスキー大聖堂を指すのが一般的である。世界的にみても最も知名度の高い生神女庇護大聖堂である。

## 設計者を巡る史実ではない逸話
聖ワシリイ大聖堂の完成にあたっては、以下のエピソードが伝えられる。
7つの塔を持ち、その全てが異なるデザインであることから、一見統制が取れていないように思われるかもしれないが、世界でも有数の美しい建造物として有名である。そのあまりの美しさゆえ、完成後イヴァン4世はこれより美しい建造物が建てられることを恐れ、設計者ポスニク・ヤーコブレフの目を潰して失明させたという。
これはイヴァン4世の残虐な独裁性を伝える有名なエピソードであるが、実際には大聖堂の完成後もヤーコブレフが他の重要な建造物の設計を担当していた記録が存在することから、このエピソードはあくまでも伝説であって史実ではないとされている。大聖堂の完成当時、イヴァン4世の国内における治世はまだ穏やかなものであり、オプリーチニナ制に代表される恐怖政治はまだ開始されていなかった。

## ギャラリー

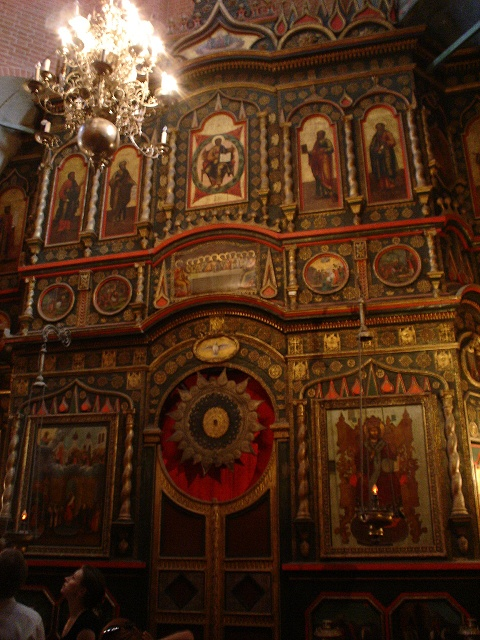
内部のイコノスタシス
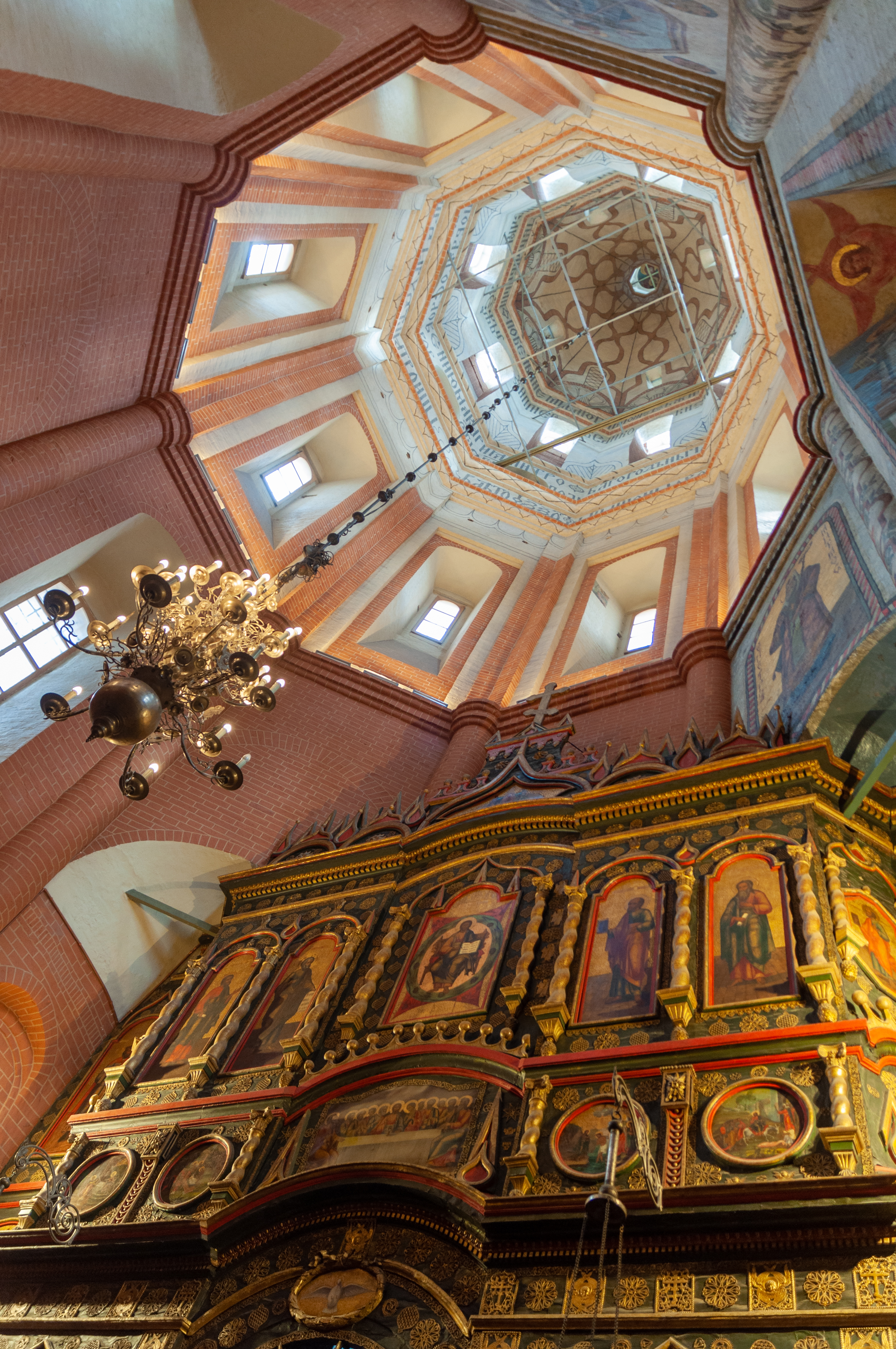
内観・ドーム内部
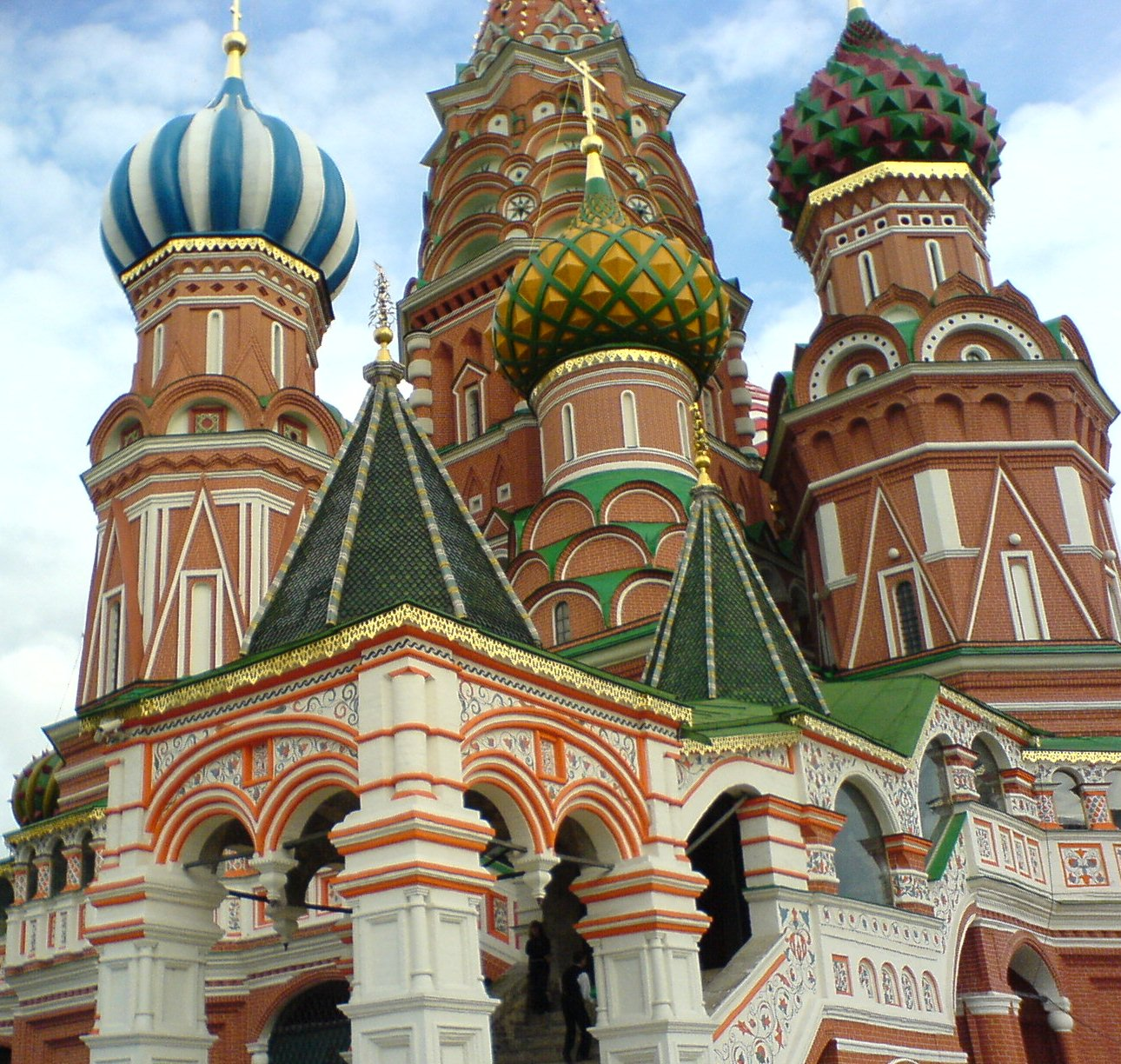
近くから
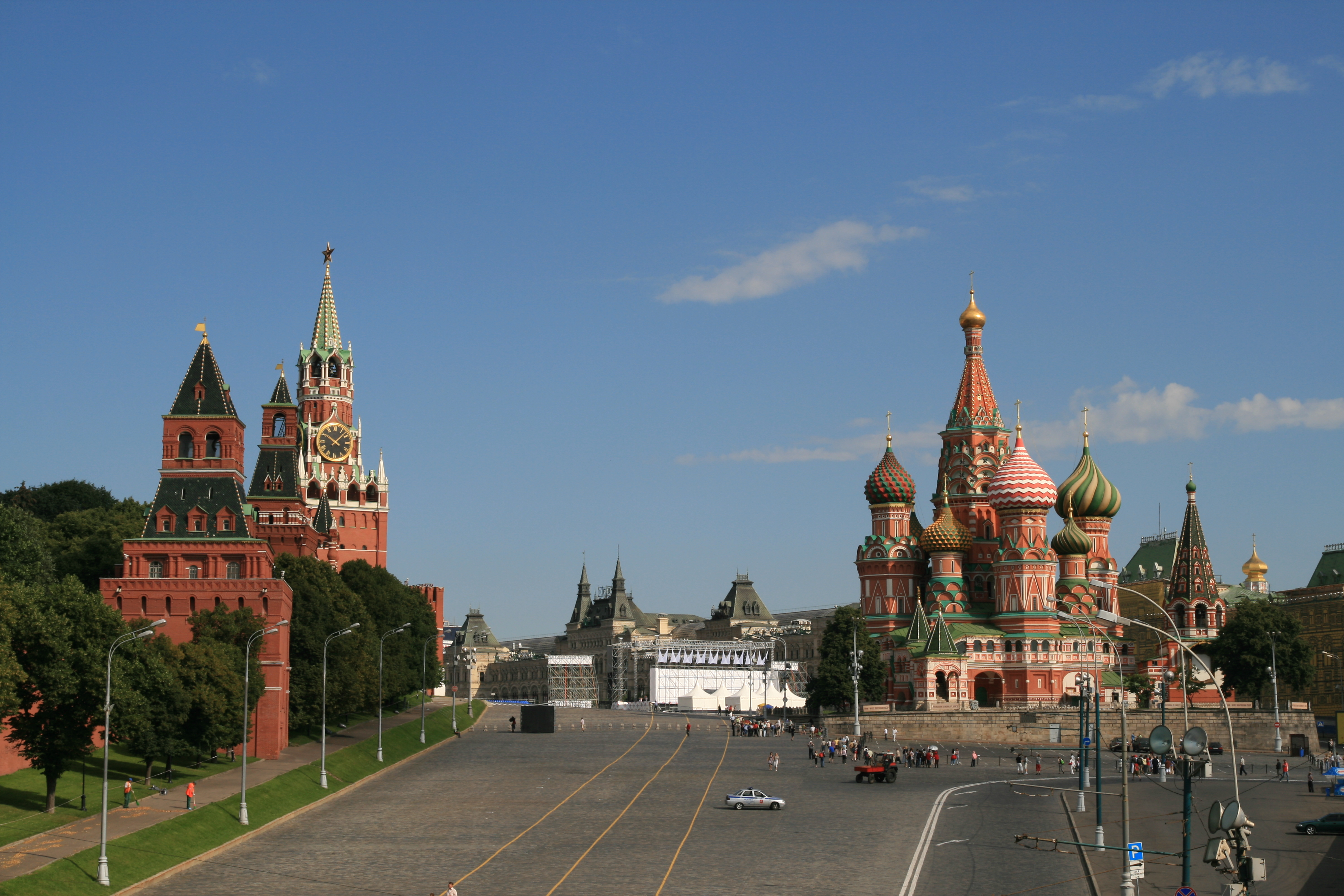
クレムリンの城壁の外側・赤の広場に位置する聖ワシリイ大聖堂。
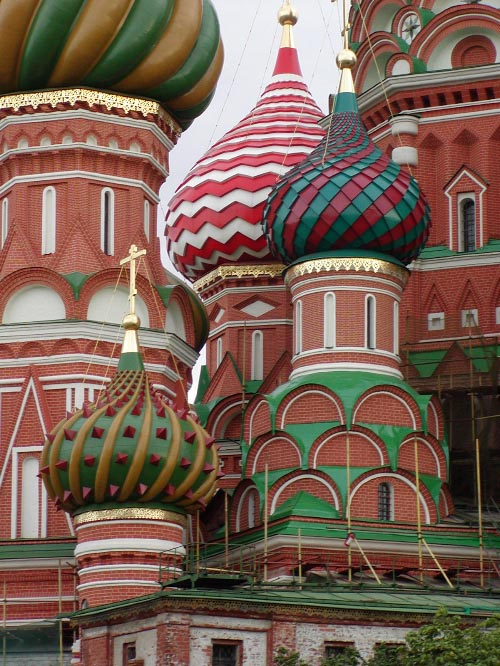
ドーム
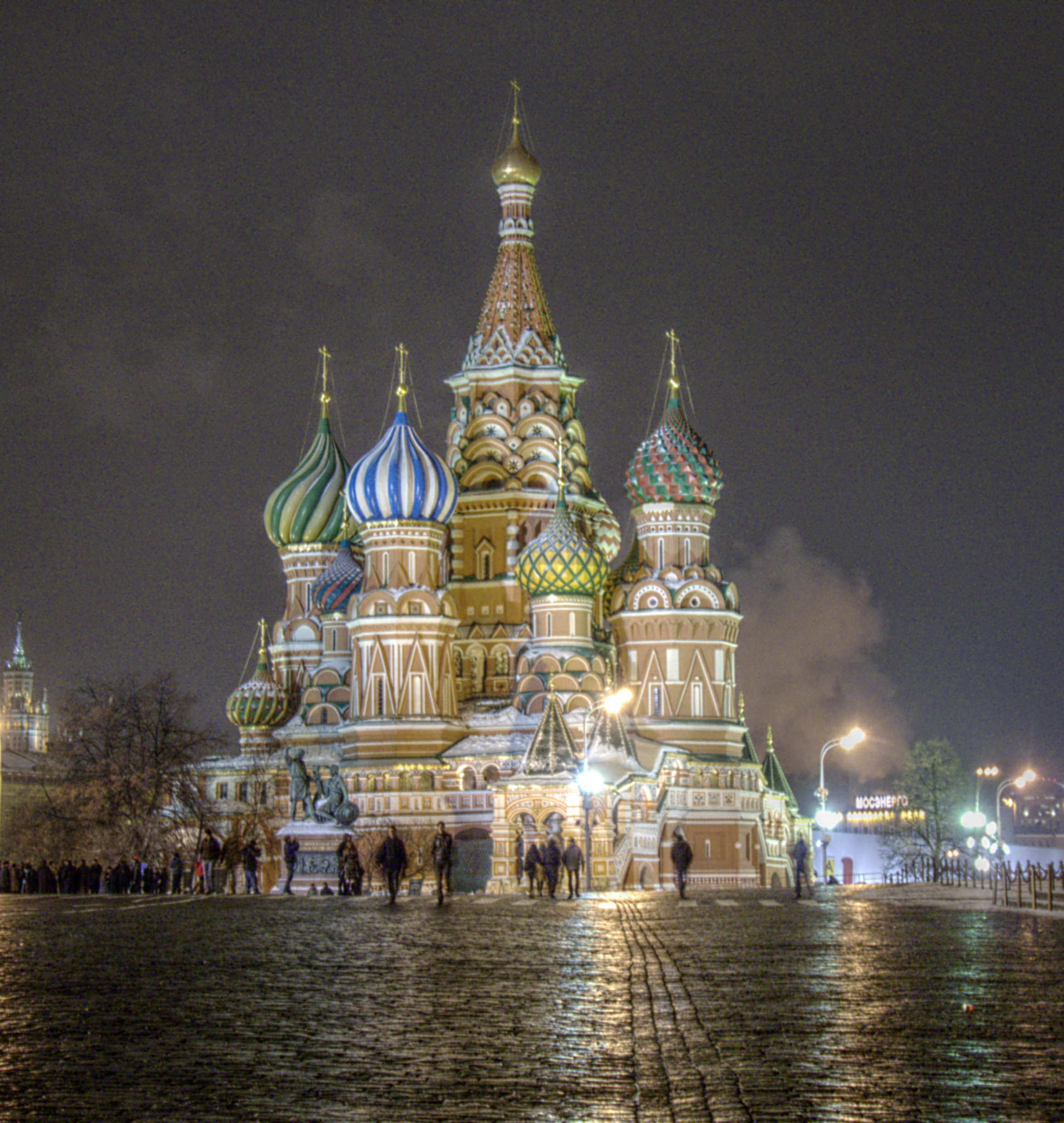
夜景
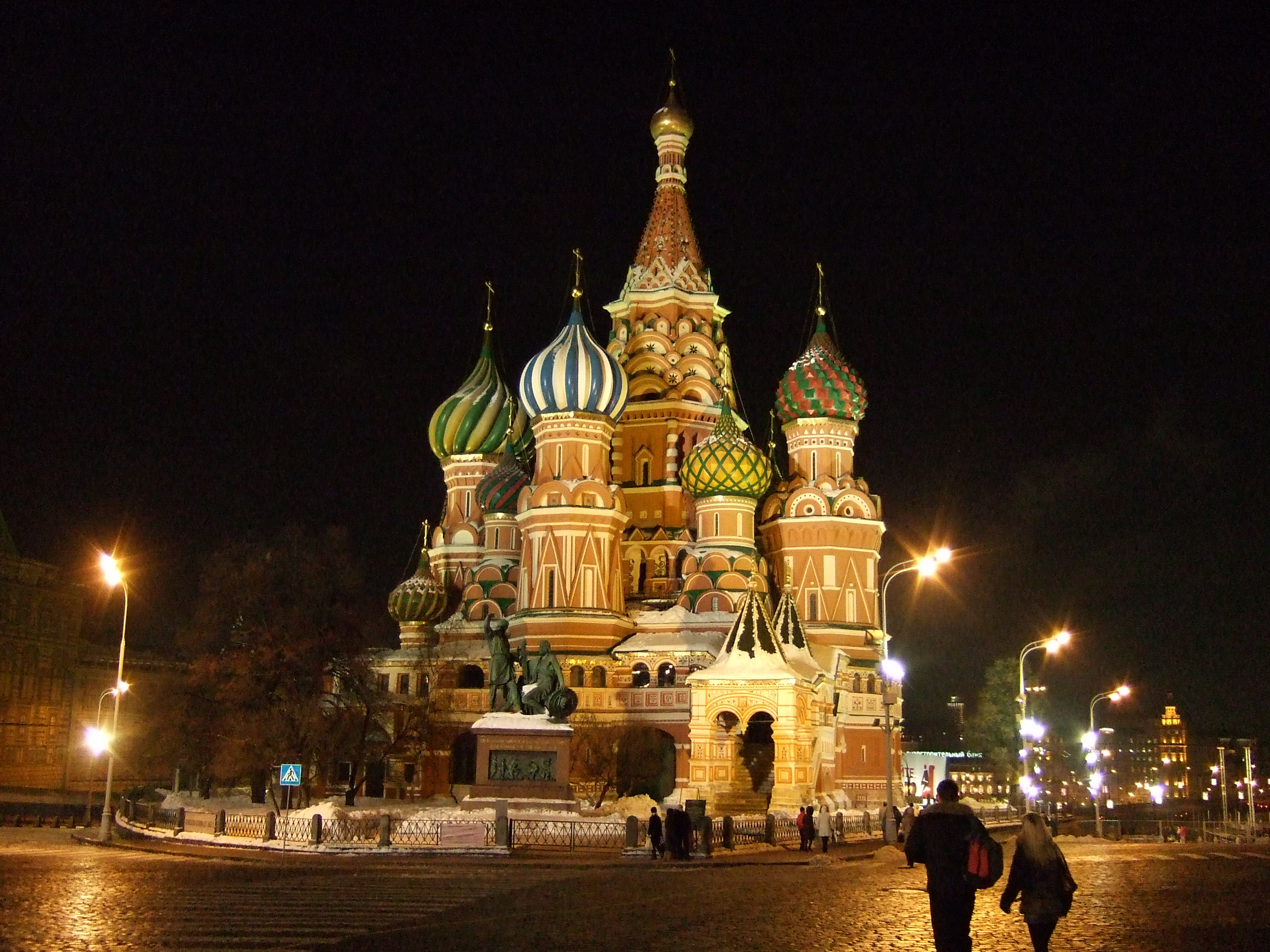
夜景
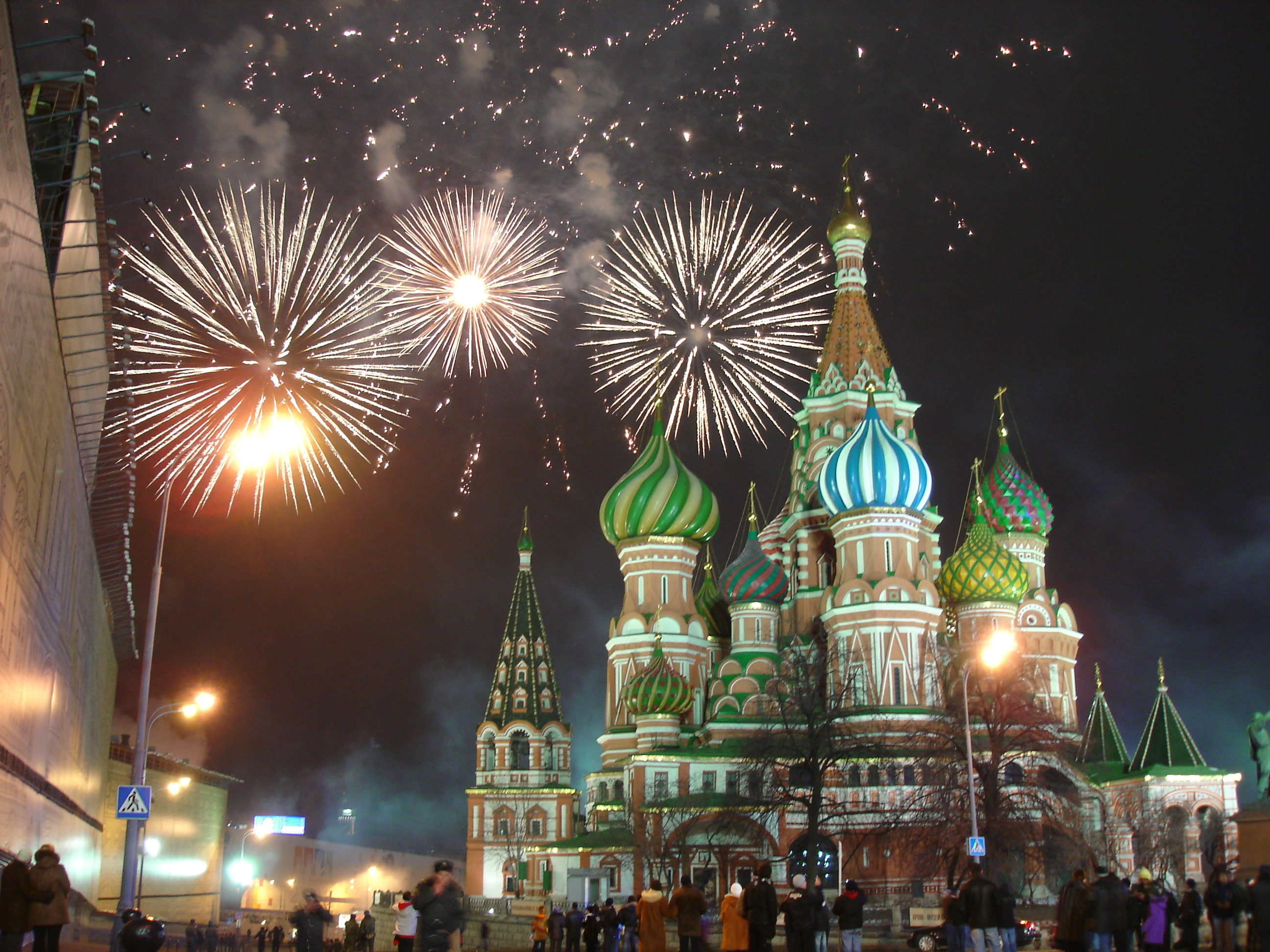
新年の花火と聖ワシリイ大聖堂
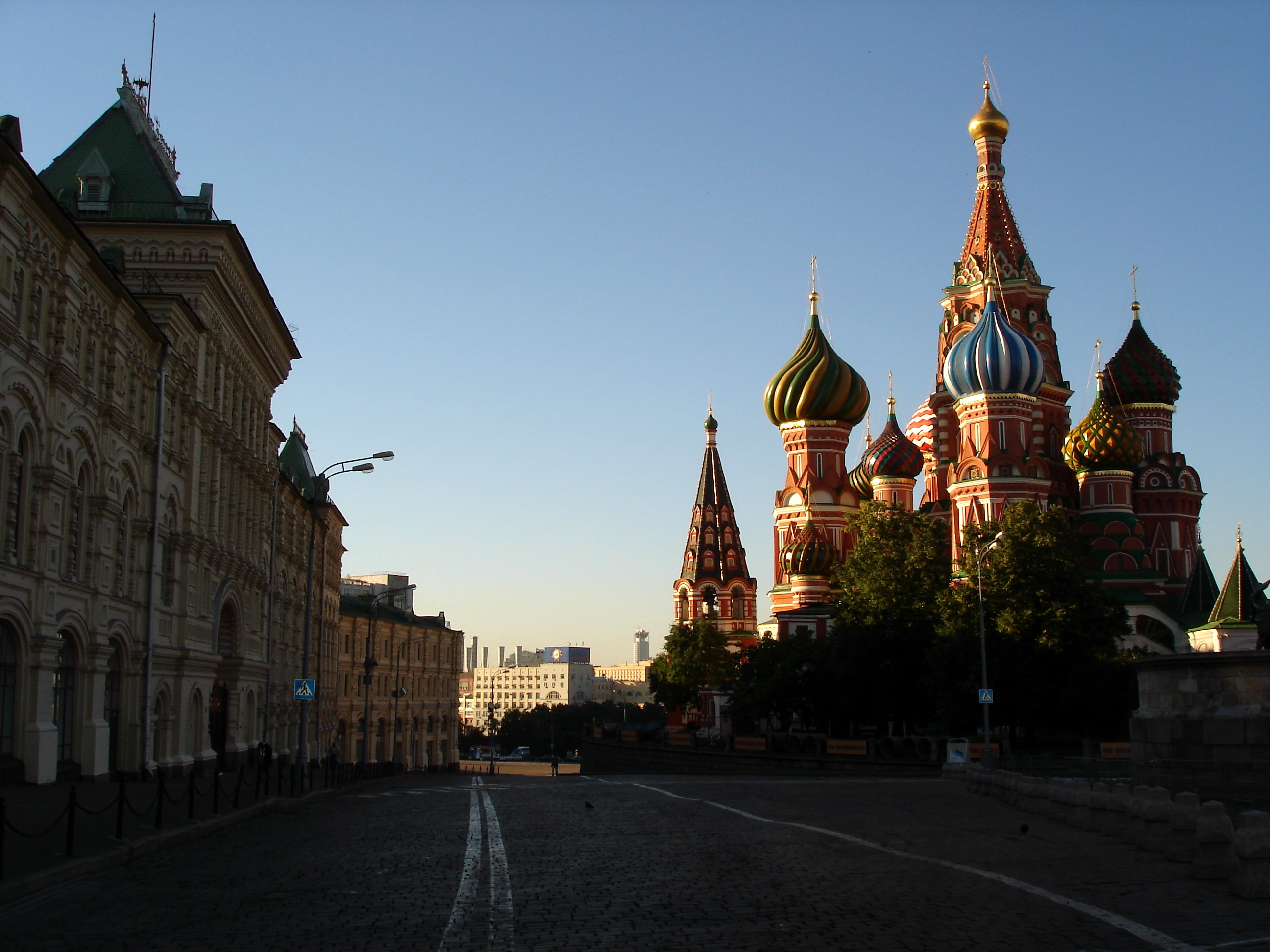
聖ワシリイ大聖堂の夜明け
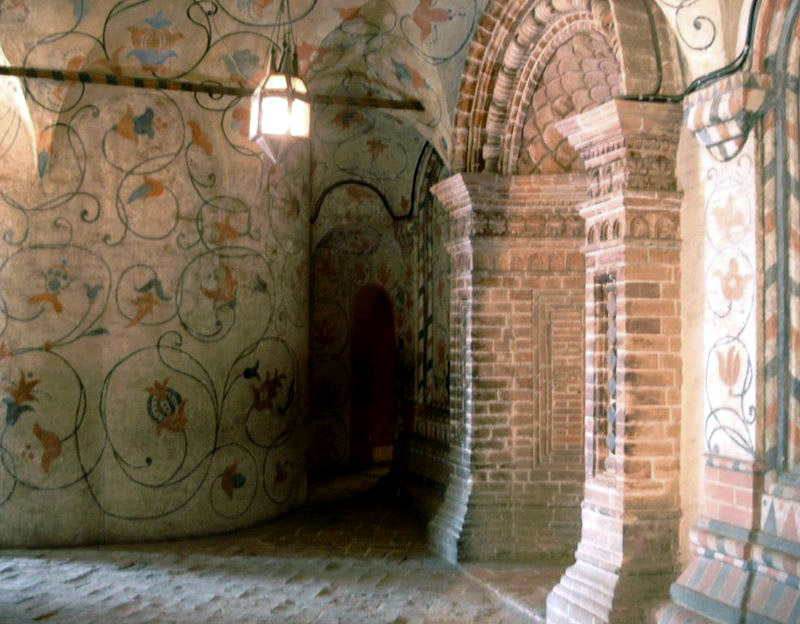
内部・壁画
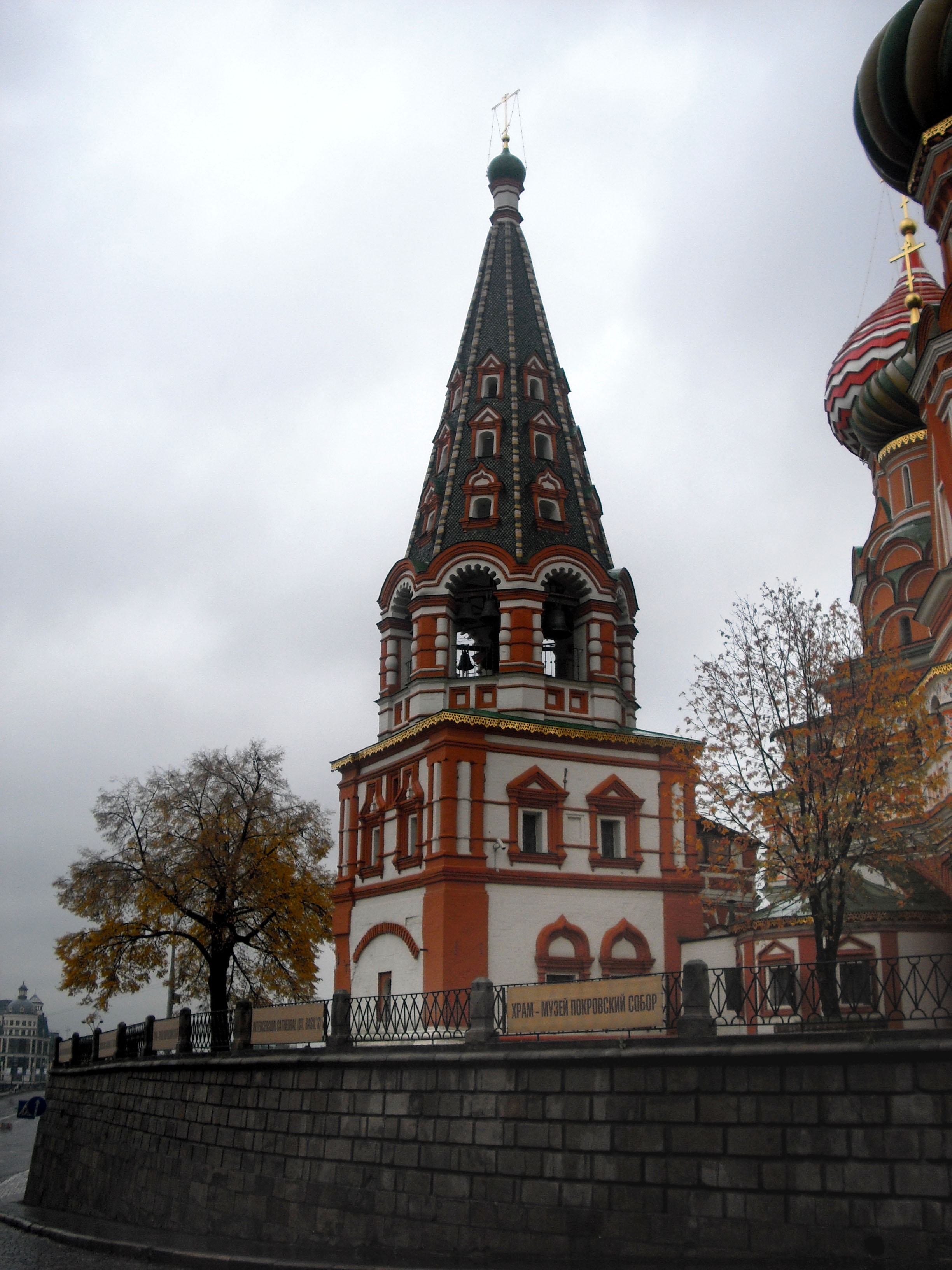
鐘楼